# プレヒストリック・パーク 〜絶滅動物を救え!〜
『プレヒストリック・パーク 〜絶滅動物を救え!〜』（原題：Prehistorik Park）は、制作：インポッシブル・ピクチャーズ、配給：Fremantle Mediaによる、イギリス・アメリカ・フランス・ドイツ合作のSFドキュメンタリーテレビシリーズ。イギリスではITV1で放送された。世界各国でも放送されており、日本では2007年にNHK教育テレビジョンの『地球ドラマチック』内にて放送された。ITV（イギリス）・アニマルプラネット（アメリカ合衆国）・M6（フランス）・プロジーベン（ドイツ）の共同製作として位置づけられている。
2007年には第4回が視覚効果協会賞にノミネートされた。

## キャスト・登場人物
吹き替えの声優は「NHK放送版/DVD版」の順。ナレーションはデヴィッド・ジェイソン、吹き替え版では渡辺徹と古谷徹による。
ナイジェル・マーヴェン
演：ナイジェル・マーヴェン / 声：牛山茂、安原義人
本作の主人公。タイムゲートを使って過去にタイムスリップして絶滅の瀬戸際にいる動物を現代に連れて帰る。好奇心が強く危険な冒険に次々と繰り出していく。
ボブ
演：ロッド・アーサー / 声：青野武、藤本譲
パークの管理人。他の全てのスタッフを統括するリーダーで、いつも現場の最前線に立って指揮を執る。野生動物の世話から囲いの修理改装、安全確認などといったパークでの膨大な業務の大半を担当している。
スザンヌ
演：スザンヌ・マクナブ / 声：塩田朋子、日野由利加
パークの獣医。怪我をした動物の応急処置・手術や野生動物の健康管理などを行っている。またボブと同様、パークの野生動物の世話もしている。
サバ・ダグラス・ハミルトン
演：サバ・ダグラス・ハミルトン / 声：藤本喜久子、不明
大型ネコ科動物の専門家。1万年前の南米にてサーベルタイガーの捕獲のためナイジェルとともに同行する。登場は第4話のみ。
ベン
演：モーガン・ウィリアムズ / 声：桑原敬一、不明
ナイジェルの冒険に同行している捕獲チームの1人。1億2500年前の中国では干した肉を入れたリュックを持っていたため、4匹のメイに襲われる。ナイジェルに救出され軽傷で済む。
ビル
ナイジェルの冒険に同行している捕獲チームの1人。3億年前のスコットランドでの冒険にて紹介された。
ジム
ナイジェルの冒険に同行している捕獲チームの1人。3億年前のスコットランドでの冒険にて紹介された。
ティム
ナイジェルの冒険に同行している捕獲チームの1人。7500万年前のテキサス州での冒険にて紹介された。
金髪の女性スタッフ
プレヒストリック・パークの飼育スタッフの1人。スザンヌのアシストをよくしているシーンが多い。話の中では名前が紹介されていないので不明、第2話から第6話に登場。
その他のスタッフたち
ボブやスザンヌのアシストをしている。人数が多いため各スタッフの名前は紹介されていない。

## 登場する野生動物

### 先史時代で出会った野生動物
太字は救出に成功したもの。
| 第1回 オルニトミムス トリケラトプス ティラノサウルス ニクトサウルス 第2回 エラスモテリウム マンモス ホラアナグマ オオカミ ハイエナ 原始人 第3回 ミクロラプトル チタノサウルス メイ インキシヴォサウルス 翼竜 コオロギ ミミズ | 第4回 フォルスラコス サーベルタイガー トクソドン アルマジロ シカ 第5回 アースロプレウラ メガネウラ サソリ クラッシギリヌス・スコティクス 第6回 デイノスクス トロオドン パラサウロロフス アルバートサウルス ニクトサウルス |

### パークの野生動物

#### 現存種
右段はナイジェルのペット。
| - アフリカゾウ - チーター - ナイルワニ - アマサギ | - オオアオサギ - ハタオリドリ科 - アフリカクロトキ - アカノガンモドキ | - ジャクソンカメレオン - ルリコンゴウインコ - ボアコンストリクター - シシバナヘビ - ヘルマンリクガメ |

#### 絶滅種
セオ（テオ）
オスのトリケラトプス。パーク初の絶滅種。発情期に入ると男性ホルモンにより攻撃的になるため定期的にストレスを発散させる必要がある。
オルニトミムス
ダチョウに似た恐竜。パークで最も個体数が多い。最初は18匹を飼育していたが、そのうちの一匹が卵を産んだ。ボブの補助もあり卵は全ての孵化に成功し、現在は26匹飼育されている。この繁殖はパーク初である。作中では植物を食べるだけでなく、水中の微小な餌をフラミンゴのように採食する様子も描かれているが、これはガリミムスに関して同様の研究が発表されている。
テレンス
オスのティラノサウルスで、マチルダの弟。パークで最も恐ろしい動物であるがマチルダには歯が立たない。一度マチルダによって瀕死の状態となったが、スザンヌの適切な手術によって一命を取り留める。
マチルダ
メスのティラノサウルスでテレンスの姉。パークで最も凶暴で弟のテレンスと喧嘩をすると殺しかねないほどである。現在はテレンスとは隔離されて飼育されている。
マーサ
メスのマンモス。ゾウと同じくメスは社交的な動物である。そのため、パークにやってきて間もない頃は孤独により絶食状態であったが、パークのアフリカゾウの群れに引き入れることに成功し、現在はアフリカゾウと幸せに過ごしている。
エラスモテリウム
毛に覆われた1本角のサイ。氷河時代にてナイジェルがマーサの餌のサンプル採取のついでに連れてきた。性別はオス。
ミクロラプトル
4つの翼を持つ羽毛恐竜。ナイジェルが先史時代の中国から4匹を救出した。うち1匹は翼に傷を負っていたがスザンヌの処置により2週間後には完全回復することができた。
チタノサウルス
先史時代の中国で出会った巨大竜脚類。ミクロラプトルと一緒に9頭を連れて帰ってきた。パーク最大の動物。囲いを造っても毎度破壊されるため今ではパーク内で放し飼いにされている。非常に手間のかかる動物であり、ボブがいつも振り回されている。
フォルスラコス
身長3メートルもある南米のフォルスラコス科鳥類。およそ300万年前の個体が、サーベルタイガーに迫害されていたところを保護された。巨大であるため飛行することはできないが地上を素早く走ることが可能。パークでは砂浴びの際に穴を掘り、居住区から脱走する常習犯。
サーベルタイガー
ネコ科の肉食獣。先史時代の南米(1万年前)の草原からナイジェルとサバによって若いオスと大人のメスを保護。当初は不仲であったが、スザンヌの努力により2頭の赤ん坊の出産に成功。合計4頭を飼育。
なお作中に登場したオスとメスを柵で隔てて馴れ合わせる方法は、飼育下におけるライオンの繁殖にも用いられている。
アースロプレウラ
3億年前のスコットランドから救出した、大きさが人間と同程度の多足類。植物を食べる温和しい動物で、ボブに気に入られている。
メガネウラ
3億年前のスコットランドから救出した史上最大の飛翔性節足動物。羽を広げた長さは90センチメートルにもなる。パークでは虫の家でのびのびと飛行している。
巨大サソリ
3億年前のスコットランドから救出した8本足のサソリ。現代のサソリと同様、紫外線を照射されると発光する。ハサミが小さく毒針が大きい特徴を持つ。パークでは虫の家でひっそりと過ごしている。
デイノスクス
先史時代のテキサス州に生息していた超巨大ワニ。全長15メートル、体重9トンにまで成長する。体が巨大であること以外は現代のイリエワニとよく似た生態であり、作中ではパラサウロロフスを襲い、アルバートサウルスから獲物を奪っていた。パラサウロロフスを仕留めた際に現生ワニと同じくデスロールと呼ばれる技を使っていたが、これは史実のデイノスクスも行っていた可能性がある
トロオドン
小型肉食恐竜。最も賢い恐竜としてよく知られている。ナイジェルの車に密かに忍び込んでパークに侵入し、大混乱の発端となる。森の中でナイジェルの追跡を振り切るほど足が速い。

## パーク
プレヒストリック・パークは南には海があり、その他の方角には険しい山々がそびえ立っている。そのため、もしも危険な野生動物が居住区から脱走したとしてもパークの外に出ることはできないようになっている。広大な保護区は亜熱帯地域に位置し、自然が豊かである。あらゆる動物に対応できるよう、草原や森林、丘、池、湖、河、滝といった環境が整っている。
名称は一部オフィシャルサイトの表記に従う。

### 各施設
事務所
ナイジェルの主な仕事場。あらゆる野生動物の資料が山のようにある。ナイジェルが絶滅動物の救出計画を立てたり、ボブやスザンヌとパークの方針を決める会議を行っている。
コントロールルーム
パークの心臓部。パークにあるすべての監視カメラの映像を映し出すモニターがある。
飼育員の作業場
ボブ率いるパークの飼育スタッフたちの主な仕事場。餌や囲いに用いられる丸太などは一度ここに集めて保管する。
野生動物病院
スザンヌ率いるパークの医療スタッフたちの仕事場。ケガをした野生動物の応急処置や手術、音波などを使う特殊な健康検査などを行っている。
タイムトンネル設置場所
ナイジェルが過去へ向かうとき、または過去から帰ってくるときに使用されるエリア。すぐ隣に臨時用パドックがある。

### 各居住区
臨時用パドック
タイムゲートエリアのすぐ隣にある囲い。救出して間もない絶滅動物や問題の抱えた野生動物たちを一時的に収容する場所として使われる。
マンモスの山
メスのマンモスのマーサの居住区。アフリカゾウの群れとともに暮らしている。
トリケラトプス・クリーク
オスのトリケラトプスのセオの居住区。ボブが急ピッチで作った。セオの餌となる木の若葉が豊富にあり、すぐ近くには川が流れている。
サーベルタイガーの木登り場
サーベルタイガーの居住区。2頭のサーベルタイガーの繁殖を促すため、一度改装されてアスレチックを建設。結果的に2頭の赤ん坊の出産に成功し、今は計4頭飼育されている。
デイノスクスの水浴び場
デイノスクスの居住区。近くにはナイルワニのための湖もある。
T-レックスの丘
ティラノサウルスのテレンスとマチルダの居住区。走り回るスペースが広く、日陰となる場所もある。丘のふもとにあるため常に居住区を見渡すことができる場所。
オルニトミムスの池
オルニトミムスたちの居住区。中には人間用の隠れ家があり、ボブをはじめとするスタッフが観察を行っている。
昆虫の家
石炭紀からつれてこられた虫たちの居住区。レンガで造られている。石炭紀と同様の酸素濃度を維持するため、空気を逃がさない気密構造になっている。
チタノサウルス・パドック
9頭のチタノサウルスの居住区として造られたが、チタノサウルスが毎度壊してしまうので今は無い。
エラスモテリウム・パドック
エラスモテリウムの居住区。
テラーバード・パドック
フォルスラコスの居住区。フォルスラコスが他の鳥類と同様に砂浴びをして穴を掘るため、度々脱走されている。
ミクロラプトルのこずえ
4匹のミクロラプトルの居住区。
トロオドン・パドック
トロオドンの居住区。

## 向かった時代
- 第1回

6500万年前のモンタナ州（白亜紀末期）
- 第2回

1万年前のシベリア（氷河時代末期）
15万年前のシベリア（氷河時代中期）
- 第3回

1億2500万年前の中国（白亜紀前期）
- 第4回

100万年前の南米（更新世）
1万年前の南米（完新世）
- 第5回

3億年前のスコットランド（石炭紀）
- 第6回

7500万年前のテキサス州（白亜紀後期）

## サウンドトラック
番組の音楽はイギリスの作曲家ダニエル・ペンバートンによって1年をかけて制作が行われ、演奏にはプラハ市交響楽団が起用されている。
また、本作品のサウンドトラックは“Prehistoric Park - Original Soundtrack”としてアルバムでのリリースもされている。
| 全作曲: ダニエル・ペンバートン。 |                            |       |                        |      |
| #                                | タイトル                   | 作詞  | 作曲・編曲             | 時間 |
| 1.                               | 「Opening」                |       | ダニエル・ペンバートン | 1:24 |
| 2.                               | 「Entering the Park」      |       | ダニエル・ペンバートン | 1:47 |
| 3.                               | 「The Time Portal」        |       | ダニエル・ペンバートン | 1:20 |
| 4.                               | 「Like Nowhere On Earth」  |       | ダニエル・ペンバートン | 2:02 |
| 5.                               | 「A Cold Place」           |       | ダニエル・ペンバートン | 1:11 |
| 6.                               | 「Last of the Species」    |       | ダニエル・ペンバートン | 1:22 |
| 7.                               | 「Cave Bear Chase」        |       | ダニエル・ペンバートン | 1:19 |
| 8.                               | 「Swamplands」             |       | ダニエル・ペンバートン | 2:00 |
| 9.                               | 「Trex Showdown」          |       | ダニエル・ペンバートン | 3:00 |
| 10.                              | 「Open Plains」            |       | ダニエル・ペンバートン | 2:06 |
| 11.                              | 「Magical Flight」         |       | ダニエル・ペンバートン | 2:35 |
| 12.                              | 「Barren + Strange」       |       | ダニエル・ペンバートン | 2:58 |
| 13.                              | 「Saving the World」       |       | ダニエル・ペンバートン | 2:31 |
| 14.                              | 「Mammoth Dawn」           |       | ダニエル・ペンバートン | 1:28 |
| 15.                              | 「Dipplidocious」          |       | ダニエル・ペンバートン | 1:13 |
| 16.                              | 「Beautiful Day」          |       | ダニエル・ペンバートン | 3:03 |
| 17.                              | 「Insect Territory」       |       | ダニエル・ペンバートン | 1:53 |
| 18.                              | 「Spotting the Dinosaurs」 |       | ダニエル・ペンバートン | 1:21 |
| 19.                              | 「Trex Country」           |       | ダニエル・ペンバートン | 1:21 |
| 20.                              | 「Meteor Strike」          |       | ダニエル・ペンバートン | 2:26 |
| 21.                              | 「I Can See for Miles」    |       | ダニエル・ペンバートン | 0:52 |
| 22.                              | 「Buffalo Stance」         |       | ダニエル・ペンバートン | 1:19 |
| 23.                              | 「Dying Breed」            |       | ダニエル・ペンバートン | 1:32 |
| 24.                              | 「The Trap」               |       | ダニエル・ペンバートン | 1:28 |
| 25.                              | 「Cheetah Chase」          |       | ダニエル・ペンバートン | 1:09 |
| 26.                              | 「Ice Planet」             |       | ダニエル・ペンバートン | 1:42 |
| 27.                              | 「The Last Dinosaur」      |       | ダニエル・ペンバートン | 1:49 |
| 28.                              | 「Trouble Brewing」        |       | ダニエル・ペンバートン | 1:37 |
| 29.                              | 「The Great Escape」       |       | ダニエル・ペンバートン | 3:48 |
| 30.                              | 「Returning to the Park」  |       | ダニエル・ペンバートン | 1:34 |
| 31.                              | 「End Credits」            |       | ダニエル・ペンバートン | 0:38 |
| 合計時間:                        | 合計時間:                  | 54:48 |                        |      |

## ロケ地

### 先史時代
| 各話 | ストーリー上の設定   | 撮影場所                                                               |
| ---- | -------------------- | ---------------------------------------------------------------------- |
| 1    | アメリカのモンタナ州 | チリのアンデス国立公園                                                 |
| 2    | ロシアのシベリア     | カナダのユーコン準州                                                   |
| 3    | 中国                 | ニュージーランドのロトルアとレッドウッドとオハクリとティキータレの森林 |
| 4    | 南アメリカ           | ブラジルの乾草原                                                       |
| 5    | スコットランド       | アメリカフロリダ州の沼地のある森林                                     |
| 6    | アメリカのテキサス州 | オーストラリアのフレーザー島の淡水湖                                   |

### 現代
| 各話 | ストーリー上の設定       | 撮影場所                                               |
| ---- | ------------------------ | ------------------------------------------------------ |
| 1-6  | プレヒストリック・パーク | 南アフリカクワズール・ナタール州のドラケンスバーグ山脈 |
| 5    | スコットランドのアラン島 | アラン島 (スコットランド)                              |

## スタッフ
| - 製作総指揮 - ジャスパー・ジェームズ - 監督 - カレンケリー - シド・ベネット - マシュー・トンプソン - 撮影 - デヴィッド・ランガン - ピーター・ソーン - ポール・ジェンキンス - 特殊効果 - コリン・シェルバー - 視覚効果製作 - ロス・バージェス - カースティ・モーガン - シリオ・クィンターバル - ジョージ・ローバー | - 絵コンテ - ルイ・カー - 音楽 - ダニエル・ペンバートン - 効果音 - ヨヴァン・アジャー - 演奏 - プラハ市交響楽団 - CG制作 - ニール・グラスビー - 制作 - インポッシブル・ピクチャーズ - VFX制作 - フレームストア - パペット制作 - クローリークリーチャーズ |

## 放送・展開
イギリスでは2006年7月に土曜日の18時50分からの1時間枠でITV1にて放送が開始された。第1回の視聴者数は330万人、番組視聴占拠率は21%であった。同年6月時点で海外への放送権の売買がされており、放送した放送局にはナイン・ネットワーク（オーストラリア）、TV3（ニュージーランド）、TVNorge（ノルウェー）、Nederland 3（オランダ）、チャンネル4（フィンランド）がある。
10ケ月をかけての第2シリーズの製作が予定されていたが、イギリスでは制作費に対して第1シリーズの興行が振るわず、ITVは第2シリーズを依頼する予定はないと発表した。配給会社のFremantle MediaはMIPCOMテレビフェスティバルを利用するなどして第2シリーズの放送局を探していたが、結局製作はされなかった。

### 日本での放送・展開
日本国内では以下のように放送・特集が行われた。
| 放送日                 | 放送局              | 備考                                                                         |
| ---------------------- | ------------------- | ---------------------------------------------------------------------------- |
| 2007年4月25日 - 5月9日 | NHK教育テレビジョン | 第1回から第3回まで。『地球ドラマチック』内。                                 |
| 2007年7月18日 - 8月8日 | NHK教育テレビジョン | 第4回から第6回まで。『地球ドラマチック』内。                                 |
| 2007年11月10日         | 日本テレビ放送網    | 『世界一受けたい授業』内で特集。                                             |
| 2008年1月3日 - 6日     | NHK教育テレビジョン | 第1回から第6回まで。『地球ドラマチック』内。                                 |
| 2009年8月16日・23日    | NHK総合テレビジョン | 第1回と第4回。「夏休み恐竜シリーズ」として『プライミーバル』と同時期に放送。 |
| 2010年5月24日 - 7月5日 | 日本テレビ放送網    | 第1回から第6回まで。『世界まる見え!テレビ特捜部』内。                        |

NHK放送時から変更された日本語吹き替え版が収録されたDVDも発売されている。この際、エピソードタイトルにも変更が加えられた。

## キャンペーン
広告代理店のPlayは本作の広告で2006年にIAB Creative Showcase Awardsを受賞した。Playはティラノサウルスやニクトサウルスといった劇中の生物のCGIモデルを独自に製作してウェブページ上に公開した。また、3頭の「サイバーパペット」も製作し、生物をパーソナルコンピュータのデスクトップ上にダウンロードして餌やりやレクリエーションを可能にした。キャンペーンがウェブ上で非公開となった後は、映画館で上映された本作の予告編を視聴した7 - 14歳の子どもを対象にインストール用のディスクが配布された。配布ディスクは8万枚に上った。